# Robert da Silva Almeida
Robert da Silva Almeida, brazilski nogometaš in trener, * 3. april 1971.
Za brazilsko reprezentanco je odigral tri uradne tekme.